# Choker
En choker er en manuel eller automatisk koldstartsanordning, som man kan justere benzin/luftblandingen med i ældre biler med karburatormotor. Navnet choker kommer af, at man med et spjæld i karburatoren reducerer luftmængden i benzin/luftblandingen og dermed øger mængden andelen af benzin, hvilket letter koldstart. Chokeren skal kun benyttes indtil motoren bliver driftsvarm, og skal derefter skubbes helt ind. Hvis man kører for længe med chokeren tilsluttet, kan motoren begynde at gå ujævnt og eventuelt gå i stå, når tændrørene bliver gennemblødte. For meget benzin i længere tid kan brænde motoren sammen, da motorolien fortyndes.
Ældre biler med karburatormotor havde normalt en chokerknap på instrumentbrættet eller ved gearstangen i gulvet. Den skulle trækkes ud ved koldstart og skubbes ind, når motoren blev driftsvarm. Volvo 240 og 740 havde denne konstruktion helt frem til modelår 1987. Fra 1960'erne og frem fik mange biler i stedet en automatisk choker, som aktiveredes ved at trykke speederen en gang helt i bund, inden bilen blev startet. En termostat i karburatoren deaktiverede automatisk chokeren, når motoren blev driftsvarm.
Selve funktionen i chokeren består i, at et spjæld reducerer mængden af luft som suges ind i karburatoren og dermed giver en "federe" blanding (mere benzin end luft). Visse karburatorer, som f.eks. Zenith-Stromberg og SU, har i stedet for et brændstofmundstykke som flytter sig i forhold til karburatorens nål, og på den måde styrer blandingen.

## Moderne modsvarigheder
Benzinindsprøjtningssystemer har i lang tid haft "koldstartsventiler", som tilfører ekstra benzin når motoren er kold. Alle moderne bilmotorer har også en eller anden form for lambdasonde, som reducerer udstødningsgassernes syreindhold. De kan derfor selv styre benzinmængden, så den tilpasses til lufttemperaturen, motorens temperatur, lufttryk og andre faktorer.